# Olympische Sommerspiele 1904/Lacrosse
Bei den III. Olympischen Spielen 1904 in St. Louis fand ein Wettbewerb im Lacrosse statt. Es waren vier Mannschaften gemeldet, doch erschienen die Brooklyn Crescents nicht, so dass lediglich drei Mannschaften zum Turnier im Stadion Francis Field antraten.
Die Mohawk Indians of Canada, eine aus Mohawk-Indianern aus der Gegend um Brantford in Ontario zusammengesetzte Mannschaft trafen am 4. September 1904 auf die St. Louis Amateur Athletic Association. Die Einheimischen gewannen dieses Spiel mit 2:0 und trafen im zweiten Spiel am 7. September 1904 auf die Shamrocks aus Winnipeg. In diesem „Finale“ gewannen die Kanadier deutlich mit 8:2.

## Klassement
| Platz | Land | Sportler |
| ----- | ---- | --- |
| 1     | CAN  | Winnipeg Shamrocks Élie Blanchard, William Brennaugh, George Bretz, William Burns, George Cattanach, George Cloutier, Sandy Cowan, Jack Flett, Benjamin Jamieson, Stuart Laidlaw, Hilliard Lyle, Lawrence Pentland     |
| 2     | USA  | St. Louis Amateur Athletic Association Hugh Grogan, J. W. Dowling, W. R. Gibson, Tom Hunter, William Murphy, William Partridge, George Passmore, William Passmore, W. J. Ross, Jack Sullivan, Albert Venn, A. M. Woods |
| 3     | CAN  | Mohawk Indians of Canada Black Hawk, Black Eagle, Almighty Voice, Flat Iron, Spotted Tail, Half Moon, Lightfoot, Snake Eater, Red Jacket, Night Hawk, Man Afraid Soap, Rain in Face                                    |